# Atlantische effen xenops
Atlantische effen xenops (Xenops minutus) of Sparmanns xenops is een zangvogel uit de familie Furnariidae (ovenvogels). De vogel werd in 1788 geldig beschreven door de Zweedse natuuronderzoeker Anders Sparrman.

## Kenmerken
De vogel is 11 tot 12 cm lang. Het is een kleine grijsbruine vogel, donker grijsbruin van boven en licht grijsbruin van onder. Er is een opvallende koptekening met een smalle zwarte oogstreep en een lichte wenkbrauwstreep. De keel is wit.

## Verspreiding en leefgebied
De vogel komt voor in het oosten van Brazilië, doorlopend tot in oostelijk Paraguay en noordoostelijk Argentinië. De leefgebieden liggen in natuurlijk bossen tot op 1000 meter boven zeeniveau. Het is geen bedreigde vogelsoort.